# トラヴィス・スワンソン
トラヴィス・スワンソン（Travis Swanson、1991年1月30日 - ）は、元アメリカンフットボール選手。ポジションはセンター (C) およびガード (G) 。

## 経歴

### 大学入学前
カリフォルニア州コンコードで生まれ、テキサス州ヒューストンで育った。地元のキングウッド・ハイスクールでアメリカンフットボールを行った。最終学年の2008年にはヒューストン大都市圏の最優秀攻撃選手のファイナリスト10人の1人に選ばれた。オフェンシブラインマンとしては唯一の選出であった。またテキサス州のファーストチーム（貴社投票）、セカンドチーム（コーチ投票）にも選ばれた。Rivals.com から2009年のオフェンシブラインマンとして全米で73位に評価された。これはD・J・フルカー、メイソン・ウォルターズより高い評価であった。彼はアーカンソー大学に進学したが、アリゾナ大学、カンザス大学、テキサス工科大学からも奨学金のオファーを受けた。

### 大学時代
2009年をレッドシャツで過ごした後、2010年に先発のセンターとなった。この年チームのオフェンスラインは固定され、チームオフェンスは24の大学記録を更新した。QBライアン・マレットはシーズンパス獲得3869ヤード（大学記録）、RBナイル・デービスは1322ヤードを走った。チームは1試合あたりのパス獲得ヤードでサウスイースタン・カンファレンス1位、全米4位の333.7ヤードを獲得した。この年彼はカンファレンスのフレッシュマンオールチームに選ばれた。
3年次にはチームキャプテンに選ばれ全12試合に先発出場、その年チームは8試合で被サック1以下、平均1.58サックしか相手に許さなかった。
4年次の2013年にはカンファレンスのセカンドチームに選ばれるとともにUSAトゥデイからはオールアメリカンファーストチームに選ばれた。

### プロ入り後
2014年のドラフト3巡全体76番目でデトロイト・ライオンズから指名されて入団した。1年目は先発5試合を含む全16試合に出場した。
2015年は先発センターとなり14試合で先発出場した。2015年シーズン最終週のシカゴ・ベアーズ戦で肩を負傷し、翌年1月2日故障者リスト入りした。
2016年は12試合に先発出場、脳震盪のため第14週から17週は欠場した。
2017年は11試合に出場した後、脳震盪のために12月29日に故障者リスト入りした。
無制限フリーエージェントとなった彼は2018年4月4日、ニューヨーク・ジェッツと契約したが、最終ロースターカットで同年9月1日に解雇された。9月3日にマイアミ・ドルフィンズと契約したがドルフィンズがブランドン・ボールデンを入れるために翌日解雇された。9月11日にドルフィンズと再契約、第4週にダニエル・キルゴアがシーズン絶望となる負傷をしたこともあり先発で11試合に出場した。
2019年5月19日現役引退を表明した。